# Manuel Bueno Ortuño
Manuel Bueno Ortuño (Bonete, província d'Albacete, 4 de juny 1957) és un mestre i polític valencià d'origen castellà, diputat a les Corts Valencianes en la VII Legislatura.
Es graduà en Magisteri, especialitat ciències socials. Militant del PSPV-PSOE, treballà com a tècnic d'activitats juvenils a l'Institut Valencià de la Joventut (IVAJ) de 1991 a 1995 i des del 2003 és assessor del grup socialista a la Diputació d'Alacant. Fou elegit diputat a les eleccions a les Corts Valencianes de 2007 per la província d'Alacant. Ha estat secretari de la Comissió d'Educació i Cultura de les Corts Valencianes. Posteriorment fou nomenat oficial de gestió del Síndic de Greuges de la Comunitat Valenciana.